# Поглавник
Поглавник (хорв. Poglavnik — «вождь», «лідер») — хорватський термін, що означає вождь, аналог статусу фюрера в нацистській Німеччині, дуче в фашистській Італії, каудильйо у франкістській (фалангістській) Іспанії, вудца в тісовській Словаччині. Термін застосовувався щодо Анте Павелича — хорватського політика, провідника усташівського руху, очільника пронацистської Незалежної Держави Хорватії (НДХ, 1941—1945).
Офіційно титул «поглавника» щодо Анте Павелича використовувався з моменту утворення НДХ. У вересні 1943 року, після капітуляції Італії та наступного зречення Томіслава II від хорватського престолу, став офіційною назвою посади глави держави.
У Павелича були необмежені повноваження видавати укази або призначати міністрів уряду протягом усього існування НДХ. Після повалення режиму усташів у Хорватії, назва посади використовувалася як псевдонім для Павелича, під час його післявоєнного життя у вигнанні і аж до смерті в Мадриді в 1959 році.